# Вильгельм I (герцог Нассау)
Вильгельм Георг Август Генрих Бельгикус Нассауский (нем. Wilhelm Georg August Heinrich Belgicus zu Nassau; 14 июня 1792, Кирххаймболанден — 20 августа 1839, Киссинген) — герцог Нассау в 1816—1839 годах.

## Биография
Вильгельм родился 14 июня 1792 года в Кирхгаймболандене. Он был старшим из четырёх детей Фридриха Вильгельма Нассау-Вейльбургского и его супруги Луизы Сайн-Гахенбургской.
В январе 1816 года наследовал отцу как соправитель герцогства. Спустя несколько недель после смерти герцога Фридриха Августа стал единоличным правителем.
25 сентября 1818 года российский император Александр I наградил Вильгельма орденом Святого Георгия 4-го класса.
Государственными министрами в правление Вильгельма были Эрнст Франц фон Биберштайн (с 1806 года и до своей смерти в 1834 году) и Карл фон Вальдердорф (с 1834 до 1842 года).
29 февраля 1832 года был награждён орденом Св. Андрея Первозванного.
1 января 1836 года герцогство Нассау вошло в Германский таможенный союз.
Резиденцией герцога служил дворец Бибрих. В 1837 году в Висбадене началось строительство нового замка, однако до его завершения Вильгельм не дожил, уйдя из жизни 20 августа 1839 года от инсульта.

## Брак и дети
В возрасте 21 года Вильгельм женился на 19-летней дочери герцога Фридриха Саксен-Гильдбурггаузенского Луизе. Свадьба состоялась 24 июня 1813 года. У супругов родилось восемь детей:
- Августа (13 апреля — 3 октября 1814) — умерла младенцем;
- Тереза (1815—1871) — супруга принца Петра Георгиевича Ольденбургского, имела восемь детей;
- Адольф (1817—1905) — следующий герцог Нассау (1839—1866), великий герцог Люксембурга (1890—1905), был дважды женат, имел шестерых детей;
- Вильгельм Карл Генрих (1819—1823) — умер в детском возрасте;
- Мориц (1820—1850) — женат не был, детей не имел;
- Мария Вильгельмина (1822—1824) — умерла в детском возрасте;
- Вильгельм Карл Август (1823—1828) — умер в детском возрасте;
- Мария (1825—1902) — супруга принца Германа фон Вида, их дочь Елизавета стала королевой Румынии.

Через два с половиной месяца после рождения младшей дочери Луиза умерла. Через четыре года после этого Вильгельм женился на Паулине Вюртембергской, племяннице своей покойной жены. Свадьба состоялась 23 апреля 1829 года в Штутгарте. Невесте было 19 лет, жениху — 36. Вильгельм был вдовцом и имел четырёх детей от первого брака.
От этого брака имел трёх детей, достигших взрослого возраста:
- Елена (1831—1888) — жена князя Вальдек-Пирмонтского Георга Виктора, имела шестерых дочерей и сына;
- Николай Вильгельм (1832—1905) — принц Нассауский, вступил в морганатический брак с Натальей Пушкиной, которая получила титул графини фон Меренберг, имел с ней в браке двух дочерей и сына;
- София (1836—1913) — жена короля Швеции и Норвегии Оскара II, имела четверых сыновей.